# Flez-Cuzy
Flez-Cuzy ist eine französische Gemeinde mit 133 Einwohnern (Stand 1. Januar 2022) im Département Nièvre in der Region Bourgogne-Franche-Comté (vor 2016 Bourgogne). Sie gehört zum Arrondissement Clamecy und zum Kanton Clamecy.

## Geographie
Flez-Cuzy liegt etwa 57 Kilometer nordöstlich von Nevers. Die Yonne begrenzt die Gemeinde im Westen. Nachbargemeinden von Flez-Cuzy sind Metz-le-Comte im Norden, Vignol im Osten, Dirol im Süden, Saint-Didier im Westen und Südwesten sowie Tannay im Westen und Nordwesten.

## Bevölkerungsentwicklung
| Jahr                       | 1962 | 1968 | 1975 | 1982 | 1990 | 1999 | 2006 | 2011 | 2018 |
| -------------------------- | ---- | ---- | ---- | ---- | ---- | ---- | ---- | ---- | ---- |
| Einwohner                  | 155  | 134  | 127  | 110  | 116  | 131  | 131  | 123  | 133  |
| Quellen: Cassini und INSEE |      |      |      |      |      |      |      |      |      |

## Sehenswürdigkeiten

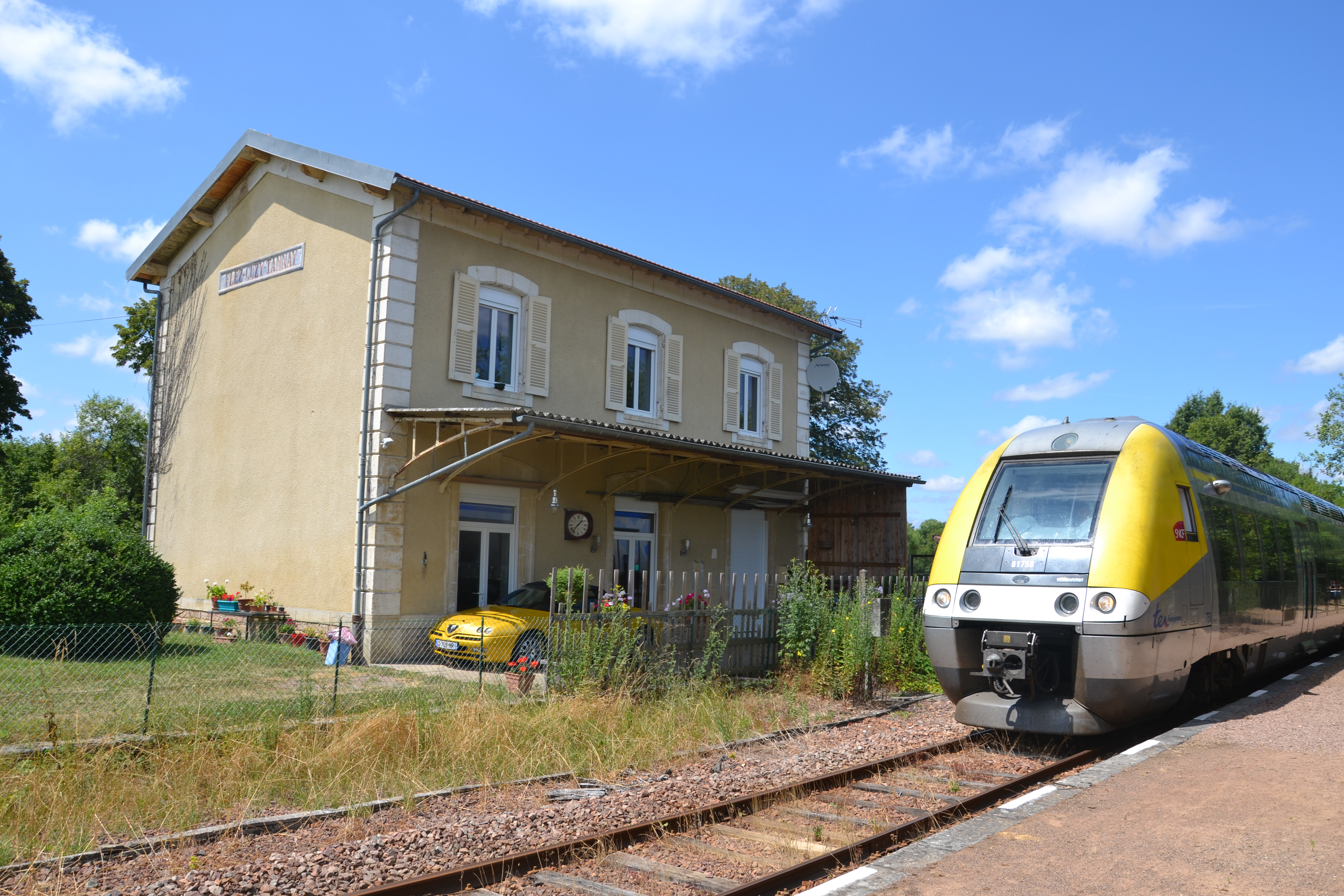
Bahnhof Flez-Cuzy - Tannay

- Kirche Saint-Martin

## Persönlichkeiten
- Anaïs Beauvais (1832–1898), Malerin